# Edward J. King
Edward Joseph King (* 11. Mai 1925 in Chelsea, Suffolk County, Massachusetts; † 18. September 2006 in Burlington, Massachusetts) war ein US-amerikanischer Politiker und von 1979 bis 1983 Gouverneur des Bundesstaates Massachusetts. Vor seiner politischen Karriere war er professioneller American-Football-Spieler.

## Frühe Jahre und Aufstieg
Edward King besuchte das Boston College, an dem er unter anderem Jura studierte. Danach studierte er am Bentley College die Fächer Buchhaltung und Finanzwesen. Zwischen 1948 und 1953 war King professioneller Footballspieler bei den Buffalo Bills und den Baltimore Colts. 1953 trat er in die Firma Lybrand, Ross Bros & Montgomery ein. Im Jahr 1956 wurde er stellvertretender Leiter des Museum of Science in Boston und zwischen 1959 und 1974 arbeitete er in verschiedenen Positionen in der Hafenverwaltungsbehörde des Staates Massachusetts.

## Politische Laufbahn
King wurde Mitglied der Demokratischen Partei, trat aber bis zu seiner Wahl zum Gouverneur von Massachusetts im Jahr 1978 politisch kaum in Erscheinung. Dabei konnte er sich in der Primary der Demokraten gegen Amtsinhaber Michael Dukakis durchsetzen. King trat seine vierjährige Amtszeit am 4. Januar 1979 an. In seiner Amtszeit wurden die Ausgaben für soziale Programme gekürzt und die Grundsteuer ausgesetzt. Der Gouverneur förderte die Interessen des Handels sowie der Landwirtschaft und bekämpfte die Kriminalität in seinem Staat. Zu diesem Zweck wollte er die Todesstrafe in Massachusetts wieder einführen. Das wurde aber vom Obersten Gerichtshof des Staates als nicht verfassungskonform verworfen. Gouverneur Kings Einstellungen wurden mit der Zeit immer konservativer. Der ebenfalls konservative Präsident Ronald Reagan erklärte ihn zum aus seiner Sicht besten demokratischen Gouverneur jener Zeit. Bei den Gouverneurswahlen des Jahres 1982 unterlag King gegen Dukakis, der damit nicht nur sein Amtsvorgänger, sondern auch sein Nachfolger wurde.

## Weiterer Lebenslauf
Bei den Präsidentschaftswahlen des Jahres 1984 unterstützte King den amtierenden Präsidenten Ronald Reagan, den Kandidaten der Republikanischen Partei, zu der er ein Jahr später übertrat. Im Jahr 1986 erwog er für kurze Zeit, für seine neue Partei erneut als Gouverneur zu kandidieren. Diesen Plan ließ er aber fallen. Mit seiner 1995 verstorbenen Frau Josephine hatte Gouverneur King zwei Söhne.